# Långsjön (Össeby-Garns socken, Uppland)
Långsjön är en sjö i Vallentuna kommun och Österåkers kommun i Uppland och ingår i Åkerström-Norrströms kustområde. Sjön har en area på 0,121 kvadratkilometer och ligger 29,1 meter över havet. Sjön avvattnas av vattendraget Ullnaån.

## Delavrinningsområde
Långsjön ingår i det delavrinningsområde (659883-163373) som SMHI kallar för Utloppet av Ullnasjön. Medelhöjden är 32 meter över havet och ytan är 16,66 kvadratkilometer. Det finns inga avrinningsområden uppströms utan avrinningsområdet är högsta punkten. Avrinningsområdets utflöde Ullnaån mynnar i havet. Avrinningsområdet består mestadels av skog (59 procent). Avrinningsområdet har 3,08 kvadratkilometer vattenytor vilket ger det en sjöprocent på 18,4 procent. Bebyggelsen i området täcker en yta av 0,54 kvadratkilometer eller 3 procent av avrinningsområdet.